# ブラインドゴルフ
ブラインドゴルフ（英語:  Blind golf）は、視覚障害者が介添え者と二人一組でプレーするゴルフ競技で、障害者ゴルフの一つ。視覚障害者ゴルフ、盲人ゴルフとも呼ばれる。競技人口は、全世界で3,000名程度で、日本では100人程度である。

## ルール
通常、障害者ゴルフは健常者のゴルフと同じルールで同じ道具を利用してプレーするが、視覚障害者部門にのみ、ルールに例外が設けられている。
選手は、介添え者と二人一組となり、健常者が行うゴルフとほぼ同一ルールでプレーすること、「ハザード内の地面にクラブを付けて良い（バンカーで地面にソールを着けても良い）」こと、プレーの線上に介添者を置いたままストロークをしても良いことという、3つの例外が認められている。
ほかの障害者スポーツと比べ特別ルールは少ないため、健常者と区別せずにプレーできるノーマライゼーションな障害者スポーツであるといえる。

## 階級
パラリンピック同様のクラス分けは1990年に開催された「the Australian Open Golf Tournament for the Blind and Visually Impaired」では既に採用されていたことが確認できる。B1〜B4までの階級があり、パラリンピックにおける視覚障害者のクラス分けB1〜B3（en:B1 (classification),en:B2 (classification),en:B3 (classification)）の内容を含んでいる。
B1
全盲またはほぼ全盲。光を全く感じないか、光を感じても手の影を認識できない。
B2
弱視。手の影が認識でき、視力が0.03未満、または視野が5度未満。
B3
弱視。視力が0.03から0.1未満、または視野が5度から20度まで。
B4
視力が0.1から0.13未満。
世界ブラインドゴルフ協会による階級
1998年に世界ブラインドゴルフ協会によって、視覚障害の程度によりB1〜B4まで（場合によっては、B1〜B3まで）の階級を分類した。これは、医療的な分類とは異なり、実際にどの程度見えるかに基づいて決められている。全盲(B1)と弱視(B2,B3)の二部門に分かれて競技が開催されることもある。
視野については考慮されていない。
B1
全盲。下限は全く明暗を弁じ得ない（判断できない）、上限は光格弁（手のかたちを認識できない）。つまり、ボールもクラブも全く見ることが出来ない程度。
B2
視力0.03未満
B3
視力0.03以上、0.1未満
B4

## 歴史
1924年アメリカで発祥し、その後、各国で行われるようになり独自に発展を遂げる。1996年、半田晴久の呼びかけにより、世界組織を発足させる呼びかけが行われ、1998年9月、6ヵ国8団体の加盟により、世界ブラインドゴルフ協会（IBGA）が設立する。

### アメリカ
1924年、事故で視力を失ったクリント・ラッセルがプレーしたのがブラインドゴルフの発祥とされ、1930年には18ホールのスコア84をマークしたことが、2年後『Believe It Or Not』で紹介される。
1938年8月20日、世界初のブラインドゴルフトーナメントとなる全米ブラインドゴルフチャンピオンシップが開催される。1941年に、第二回が開催されるが、第三回は第二次世界大戦の影響で中止となる。
第二次世界大戦後は、視力を失った傷痍軍人が社会復帰するための手助けとして普及し、ブラインドゴルフ大会も全米各地で開催されるようになる。
1953年には、USブラインドゴルフ協会が誕生した。
現在では、年4回のトーナメントが定期的に開催されており、そのうちの1回（全米ブラインドゴルフチャンピオンシップ）は、毎年ディズニーワールドで開催されている。

### イギリス
視覚障害者であるビーチ・オクセンハム博士がプレーを始め、「全米ブラインドゴルフチャンピオンシップ」に参加する。
1990年、第一回ブラインドゴルフ・ワールドチャンピオンシップが開催される。

### カナダ
1951年にカナダのブラインドゴルフ協会が設立される。1980年代半ばより、活動が活発になる。

### 日本
1988年に半田晴久（ワールドメイト教祖深見東州）が、オーストラリアの視覚障害者・ロン・アンダーソンのプレーに感銘を受け、日本で普及に努めたのが始まりであると半田が自著で主張している。1988年に、ブラインドゴルフ倶楽部（現日本ブラインドゴルフ振興協会の前身）が設立され、日本で初めて視覚障害者が集まって、上井草ゴルフセンターや千葉廣済堂カントリー倶楽部で練習を開始する。翌年10月には、ブラインドゴルフ・オーストラリア・ワールドオープントーナメントに4人の日本人選手が出場し、以降も毎年海外遠征を続け、1990年の同大会では全盲女子の部で優勝者を出した。
1990年、日本国内で初めてのブラインドゴルフ大会が開かれる。1994年8月、日本初の、海外選手を招待した国際大会であるブラインドゴルフ・ジャパンオープン・チャンピオンシップが、都下桜ヶ丘カントリークラブで開催される。
1991年に日本障害者ゴルフ協会(DGA)が設立。1994年に日本視覚障害ゴルファーズ連絡協議会（現日本視覚障害ゴルファーズ協会の前身） が発足。1999年に大阪視覚障害ゴルファーズ協会が発足。1994年には日本初の盲人のみのゴルフトーナメント「視覚障害者ゴルフ大会」が日本視覚障害ゴルファーズ連絡協議会主催で開催されるなど、日本国内への普及が進む。
2001年になると、日本盲人ゴルフ振興協会（後に日本ブラインドゴルフ振興協会に改称）主催により、日本全国で年数回のツアー競技「ブラインドゴルフ・ジャパン・ツアー」が開催されるようになる。
2013年には、「スポーツ祭東京2013　デモスポ　障害者ゴルフ」にて障害者ゴルフの一部門として、全盲・弱視の競技が行われる。当時障害者ゴルフは、全国スポーツ障害者大会の正式種目に採用されておらず、このデモンストレーションが初参加となる。この大会の優勝者によりブラインドゴルフ同好会が結成されるなどの動きもあった。

### フランス
1999年、フランス大使館の要請により、来日中の視覚障害者の視察団が、フランス人ではじめて、日本でブラインドゴルフを体験する。

## キャディー（介添え者）
障害者ゴルフのうち、弱視、全盲の選手（総称：ブラインドゴルファー）のみ、介添え者（キャディー）と二人一組でプレーをするところが、大きな特徴である。キャディーはプレーヤーの目のかわりとなり、対等の立場で二人三脚のパートナーを務める。
キャディーは、健常者のゴルフ競技のキャディーと同じ役割のほかに、視覚障害者の選手を安全に快適に誘導する歩行補助も行う。具体的には、移動時に肩や腕を貸して誘導したり、段差や階段等では事前に声をかける等のガイドをする。さらに、ショットごとにかがみこみ、クラブヘッドのフェースとボールを限りなく近づけてストロークの前に選手を正しくセットするという作業や、ターフを取ったら芝を戻しディボットを埋める等、プレーの介添えも行う。
ただし、介添え者がキャディーも兼務することは重労働であるため、介添え者のほかに三人目の人物がキャディーをすることも認められている。その場合は、アドバイスをしたりクラブを渡す等のキャディーの役割を、介添え者は行うことができない。

## 放送

### テレビ
- 「ブラインドゴルフ・視覚障害者の闘い」（TOKYO MX 2002年5月25日）
- 「ブラインドゴルフジャパンオープン チャンピオンシップ2004」（TOKYO MX 2004年7月3日）
- 「ハンディーはゼロ ～盲人ゴルファー女子シニアに出会う」（TOKYO MX 2005年5月21日）
- 「ふれあいのグリーン ～世界を結ぶブラインドゴルフ～」（TOKYO MX 2006年5月21日）
- 「WALK WITH ともに歩む――ゴルフの社会貢献」（TOKYO MX 2008年1月13日）